# Стара Домброва (гміна)
Гміна Стара Домброва (пол. Gmina Stara Dąbrowa) — сільська гміна у північно-західній Польщі. Належить до Старгардського повіту Західнопоморського воєводства.
Станом на 31 грудня 2011 у гміні проживало 3703 особи.

## Територія
Згідно з даними за 2007 рік площа гміни становила 112.59 км², у тому числі:
- орні землі: 81.00%
- ліси: 9.00%

Таким чином, площа гміни становить 7.41% площі повіту.

## Населення
Станом на 31 грудня 2011:
| Опис     | Загалом | Загалом | Чоловіки | Чоловіки | Жінки | Жінки |
| -------- | ------- | ------- | -------- | -------- | ----- | ----- |
| одиниця  | осіб    | %       | осіб     | %        | осіб  | %     |
| все      | 3703    | 100     | 1884     | 50.88    | 1819  | 49.12 |
| міське   | 0       | 100     | 0        |          | 0     |       |
| сільське | 3703    | 100     | 1884     | 50.88    | 1819  | 49.12 |

## Сусідні гміни
Гміна Стара Домброва межує з такими гмінами: Маряново, Машево, Старгард-Щецинський, Хоцивель.